# Elters
Elters ist ein 468 m hoch gelegener Ortsteil der Gemeinde Hofbieber im osthessischen Landkreis Fulda. Steens, ein aus vier Hofgruppen und einem Hotel bestehender Weiler, gehört zu Elters; ebenfalls der Hahnershof.

## Geschichte

### Ortsgeschichte
Im Jahre 1170 überließ der damalige Abt Bernhard von Fulda einem gewissen Villem Elderich hier Land zur Rodung. Bald schon entstand hier die Siedlung Elters, deren Name von Villem Elderich abgeleitet ist.
Zum 31. Dezember 1971 wurde die bis dahin selbstständige Gemeinde Elters auf freiwilliger Basis in die Gemeinde Hofbieber eingemeindet. Wie für alle nach Hofbieber eingegliederten Gemeinden wurde auch für Elters ein Ortsbezirk gebildet.

### Verwaltungsgeschichte im Überblick
Die folgende Liste zeigt die Staaten und Verwaltungseinheiten, denen Elters angehört(e):
- vor 1803: Heiliges Römisches Reich, Hochstift Fulda, Amt Bieberstein
- 1803–1806: Heiliges Römisches Reich, Fürstentum Nassau-Oranien-Fulda, Fürstentum Fulda, Amt Bieberstein
- 1806–1810: Kaiserreich Frankreich, Fürstentum Fulda (Militärverwaltung)
- 1810–1813: Großherzogtum Frankfurt, Departement Fulda, Distrikt Bieberstein
- ab 1816: Kurfürstentum Hessen, Großherzogtum Fulda, Amt Bieberstein
- ab 1821/22: Kurfürstentum Hessen, Provinz Fulda, Kreis Fulda[7][Anm. 2]
- ab 1848: Kurfürstentum Hessen, Bezirk Fulda
- ab 1851: Kurfürstentum Hessen, Provinz Fulda, Kreis Fulda
- ab 1867: Norddeutscher Bund, Königreich Preußen,[Anm. 3] Provinz Hessen-Nassau, Regierungsbezirk Kassel, Kreis Fulda
- ab 1871: Deutsches Reich, Königreich Preußen, Provinz Hessen-Nassau, Regierungsbezirk Kassel, Kreis Fulda
- ab 1918: Deutsches Reich, Freistaat Preußen, Provinz Hessen-Nassau, Regierungsbezirk Kassel, Kreis Fulda
- ab 1944: Deutsches Reich, Freistaat Preußen, Provinz Kurhessen, Landkreis Fulda
- ab 1945: Deutsches Reich, Amerikanische Besatzungszone, Groß-Hessen, Regierungsbezirk Kassel, Landkreis Fulda
- ab 1946: Deutsches Reich, Amerikanische Besatzungszone, Hessen, Regierungsbezirk Kassel, Landkreis Fulda
- ab 1949: Bundesrepublik Deutschland, Hessen, Regierungsbezirk Kassel, Landkreis Fulda
- ab 1972: Bundesrepublik Deutschland, Land Hessen, Regierungsbezirk Kassel, Landkreis Fulda, Gemeinde Hofbieber

## Bevölkerung

### Einwohnerstruktur 2011
Nach den Erhebungen des Zensus 2011 lebten am Stichtag dem 9. Mai 2011 in Elters 534 Einwohner. Darunter waren 3 (0,6 %) Ausländer.
Nach dem Lebensalter waren 111 Einwohner unter 18 Jahren, 201 waren zwischen 18 und 49, 108 zwischen 50 und 64 und 114 Einwohner waren älter.
Die Einwohner lebten in 210 Haushalten. Davon waren 60 Singlehaushalte, 48 Paare ohne Kinder und 87 Paare mit Kindern, sowie 15 Alleinerziehende und 3 Wohngemeinschaften. In 54 Haushalten lebten ausschließlich Senioren und in 129 Haushaltungen leben keine Senioren.

### Einwohnerentwicklung
- 1812: 38 Feuerstellen, 272 Seelen[1]

| Elters: Einwohnerzahlen von 1812 bis 2023 | Elters: Einwohnerzahlen von 1812 bis 2023 | Elters: Einwohnerzahlen von 1812 bis 2023 | Elters: Einwohnerzahlen von 1812 bis 2023 | Elters: Einwohnerzahlen von 1812 bis 2023 |
| --- | ----------------------------------------- | ----------------------------------------- | ----------------------------------------- | ----------------------------------------- |
| Jahr |                                           |                                           |                                           | Einwohner                                 |
| 1812 | 1812                                      |                                           | 272                                       | 272                                       |
| 1834 | 1834                                      |                                           | 365                                       | 365                                       |
| 1840 | 1840                                      |                                           | 418                                       | 418                                       |
| 1846 | 1846                                      |                                           | 381                                       | 381                                       |
| 1852 | 1852                                      |                                           | 312                                       | 312                                       |
| 1858 | 1858                                      |                                           | 314                                       | 314                                       |
| 1864 | 1864                                      |                                           | 331                                       | 331                                       |
| 1871 | 1871                                      |                                           | 305                                       | 305                                       |
| 1875 | 1875                                      |                                           | 291                                       | 291                                       |
| 1885 | 1885                                      |                                           | 310                                       | 310                                       |
| 1895 | 1895                                      |                                           | 332                                       | 332                                       |
| 1905 | 1905                                      |                                           | 323                                       | 323                                       |
| 1910 | 1910                                      |                                           | 301                                       | 301                                       |
| 1925 | 1925                                      |                                           | 343                                       | 343                                       |
| 1939 | 1939                                      |                                           | 355                                       | 355                                       |
| 1946 | 1946                                      |                                           | 510                                       | 510                                       |
| 1950 | 1950                                      |                                           | 494                                       | 494                                       |
| 1956 | 1956                                      |                                           | 449                                       | 449                                       |
| 1961 | 1961                                      |                                           | 434                                       | 434                                       |
| 1967 | 1967                                      |                                           | 445                                       | 445                                       |
| 1970 | 1970                                      |                                           | 488                                       | 488                                       |
| 1980 | 1980                                      |                                           | ?                                         | ?                                         |
| 1990 | 1990                                      |                                           | ?                                         | ?                                         |
| 2000 | 2000                                      |                                           | ?                                         | ?                                         |
| 2011 | 2011                                      |                                           | 534                                       | 534                                       |
| 2023 | 2023                                      |                                           | 527                                       | 527                                       |
| Datenquelle: Historisches Gemeindeverzeichnis für Hessen: Die Bevölkerung der Gemeinden 1834 bis 1967. Wiesbaden: Hessisches Statistisches Landesamt, 1968. Weitere Quellen: LAGIS; Gemeinde Hofbieber; Zensus 2011 |                                           |                                           |                                           |                                           |

### Historische Religionszugehörigkeit
| • 1885: | 310 katholische (= 100 %) Einwohner                               |
| • 1961: | 20 evangelische (= 4,61 %), 414 katholische (= 95,39 %) Einwohner |

## Politik
Für Elters besteht ein Ortsbezirk (Gebiete der ehemaligen Gemeinde Elters) mit Ortsbeirat und Ortsvorsteher nach der Hessischen Gemeindeordnung. Der Ortsbeirat besteht aus ünf Mitgliedern. Bei den Kommunalwahlen in Hessen 2021 betrug die Wahlbeteiligung zum Ortsbeirat 76,14 %. Alle Kandidaten gehörten der Bürgerliste an. Der Ortsbeirat wählte Christina Dehler zum Ortsvorsteher.

## Sehenswürdigkeiten
- Die den  Heiligen Vitus und Anna geweihte Pfarrkirche von 1890
- Das Heimatmuseum des Rhönklubs

## Brauchtum und Vereinsleben
- Einmal jährlich startet in Elters die 70 km lange hessisch-bayrische Radtour “Ochsentour”.
- Der 1955 gegründete “Rhön-Verein” hat in Elters eine Zweigverein.
- Daneben gibt es noch die 1926 gegründeten “Trachtenkapelle Elters”, die beim Staatsakt “60 Jahre BRD” das Land Hessen vertreten hat.[12]
- Im Ort gibt es noch den “Feldbogensport Elters” und einen Gasthof (Pension Birkenbach).
- Außerdem gibt es in Elters jedes zweite Jahr die traditionelle Zeltkirmes.